# Manel Manchón
Manel Manchón (Barcelona, Barcelonès, 1969) és un periodista català.
Des de principis dels anys noranta Manchón ha treballat i ocupat diferents responsabilitats en les redaccions dels diaris Expansión, El Mundo, El Periódico de Catalunya, Ara i Economía Digital, ocupant-se de la informació i l'anàlisi política i econòmica. Durant un breu període exercí com a director de comunicació de la Conselleria d'economia de la Generalitat de Catalunya, amb Antoni Castells com a responsable de l'àrea. Des del maig del 2015 ocupà el càrrec de director del mitjà digital Economía Digital. I a partir del 2017 formà part, com a director adjunt, del també diari digital Crónica Global. A més de les seves ocupacions en l'àmbit digital, també ha col·laborat amb altres mitjans de comunicació com Televisió de Catalunya (TV3) i les emissores RNE i RAC1. En els últims mesos ha coordinat al costat dels editors Juan García i Fèlix Riera i Prado una reeixida iniciativa editorial amb l'edició de diversos llibres d'èxit.